# Kwasi Wiredu
Kwasi Wiredu (né le 3 octobre 1931 à Kumasi et mort en janvier 2022) est un philosophe ghanéen. Ses travaux ont contribué à la décolonisation conceptuelle de la pensée africaine.

## Biographie
Kwasi Wiredu est né en 1931 à Kumasi, une ville à l'époque dans la colonie britannique de la Côte-de-l'Or et aujourd'hui située au Ghana. Il étudie au Collège Adisadel où il commence à s'intéresser à la philosophie en lisant Platon et Bertrand Russell. Il obtient ensuite une place à l'université du Ghana d'où il sort diplômé en philosophie en 1958. Il poursuit ses études supérieures au Royaume-Uni à l'University College de l'université d'Oxford, où il obtient son doctorat en 1960.
Ensuite Wiredu enseigne pendant un an à l'université de Keele en Angleterre avant de retourner en Afrique pour enseigner à l'université du Ghana pendant 23 ans. Pendant cette période, il a aussi été professeur invité à l'université de Californie à Los Angeles, à l'université d'Ibadan au Nigéria, au Carleton College et à l'université Duke. En 1987, il quitte le Ghana pour devenir professeur émérite à l'université du Sud de la Floride aux États-Unis.
Wiredu meurt en janvier 2022,.

## Œuvres principales
- Philosophy and an African Culture (1980).
- Person and Community: Ghanaian Philosophical Studies (1992).
- Cultural Universals and Particulars: An African Perspective (1996).
- Toward Decolonizing African Philosophy and Religion (1998).
- A Companion to African Philosophy (2003).

## Sources
- (en) « Page académique de Kwasi Wiredu », sur University of South Florida (consulté le 26 décembre 2020).
- (en) Sanya Osha, « Kwasi Wiredu (1931-) », sur Internet Encyclopedia of Philosophy (IEP) (consulté le 26 décembre 2020).